# Blum
Blum je priimek več znanih oseb:
- August Blum (1889—1952), nemški general
- Edwin Blum (1906—1995), ameriški scenarist
- Ferdinand Blum (1865—1957), nemški fiziolog
- H. Steven Blum, general Nacionalne garde ZDA
- Klara Blum (1904—1971), nemška pisateljica
- Léon Blum (1872—1950), francoski politik
- Lenore Blum (*1942), ameriška matematičarka
- Matusja Blum (1914—1998), bosanskohercegovska pianistka
- Robert Blum (1807—1848), nemški državnik
- Robert Blum (slikar) (1875—1903), ameriški slikar
- Robert Blum (skladatelj) (1900—1994), švicarski skladatelj